# Partido do Desenvolvimento Popular

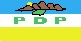
Flagge der PDP

Die Partido do Desenvolvimento Popular (deutsch Volkspartei der Entwicklung; tetum Partidu ba Dezenvolvimentu Populár) PDP ist eine politische Partei in Osttimor. Präsident der Partei ist António Maubere Ai Tanan. Generalsekretär ist Augusto Maubuti. 2023 wurde der PDP vom Obersten Gericht Osttimors (Tribunal de Recurso) der Status als Partei aberkannt.

## Geschichte
Die PDP wurde 2012 gegründet.
Bei den Parlamentswahlen am 7. Juli 2012 scheiterte sie an der Drei-Prozent-Hürde mit 0,40 % (1.904 Stimmen). In keinem Distrikt erreichte die PDP 1 % der Stimmen.
Bei den Parlamentswahlen 2017 erhielt die PDP 0,37 % und scheiterte damit an der Vier-Prozent-Hürde. Danach schloss sich die PDP dem Fórum Demokrátiku Nasionál (FDN) an, das aber im März 2018 zerbrach. Die PDP warb daraufhin für die Wahl der Aliança para Mudança e Progresso AMP bei den Parlamentswahlen 2018, ohne dem Bündnis selbst beizutreten.
Für die Parlamentswahlen 2023 schloss sich die PDP mit der Aliança Nacional Democrata (AND) und der Partidu Liberta Povu Aileba (PLPA) zum Wahlbündnis Aliança Democrata (AD) zusammen. Allerdings wurde der PDP aufgrund fehlender gesetzlicher Voraussetzungen der Status der Partei vom Tribunal de Recurso aberkannt und der AND gar nicht erst zugestanden, so dass die AD in der Zulassung scheiterte.